# Syrensläktet
Syrensläktet (Syringa) är ett släkte i familjen syrenväxter som innehåller av cirka 20 arter. Arterna är stora buskar eller små träd (2-10 meter). Bladen är motsatta och ofta hjärtformade. De små (cirka 1 cm i diameter) blommorna kommer vanligen tidigt på våren i stora klasar. Blomfärgen är oftast någon nyans av lila, men även vita och rosa förekommer. Flera av arterna är starkt doftande. Frukten är en kapsel.
Släktet står nära ligustersläktet (Ligustrum), men detta har bärlika, köttiga frukter.
Namnet kommer av grekiskans syrinx, som betyder rör. Syrenen har sitt ursprung i de sydöstra och östra delarna av Europa, men kom på 1700-talet till Sverige och kunde då kallas för hvit wild Jassmin. Snart visade det sig att syrenen tålde det nordligare klimatet och blev snart en populär trädgårdsväxt bland allmogen. Ett tjugotal syrensorter har introducerats till Sverige, men den sk. bondsyrenen (S. vulgaris) är den vanligaste förekommande.
Syrener är populära park- och trädgårdsväxter över hela den tempererade zonen, och förutom de naturligt förekommande arterna finns en stor mängd hybrider och kultivarer. En syrenträdgård kallas syringarium.

## Taxonomi
Arter enligt Catalogue of Life:
- Syringa chinensis
- Syringa emodi
- Syringa henryi
- Syringa josiflexa
- ungersk syren (Syringa josikaea)
- Syringa komarowii
- Syringa meyeri (Dvärgsyren)
- Syringa oblata
- Syringa pekinensis
- Syringa persica
- Syringa prestoniae
- Syringa pubescens
- ligustersyren
- Syringa sweginzowii
- Syringa villosa
- Syringa wolfii
- syren (Syringa vulgaris)